# Nemertobus maximovi
Nemertobus maximovi är en djurart som tillhör fylumet slemmaskar, och som först beskrevs av Korotkevich 1960.  Nemertobus maximovi ingår i släktet Nemertobus och familjen Pelagonemertidae. Inga underarter finns listade i Catalogue of Life.